# Liste der Gerichtsbezirke in Spanien

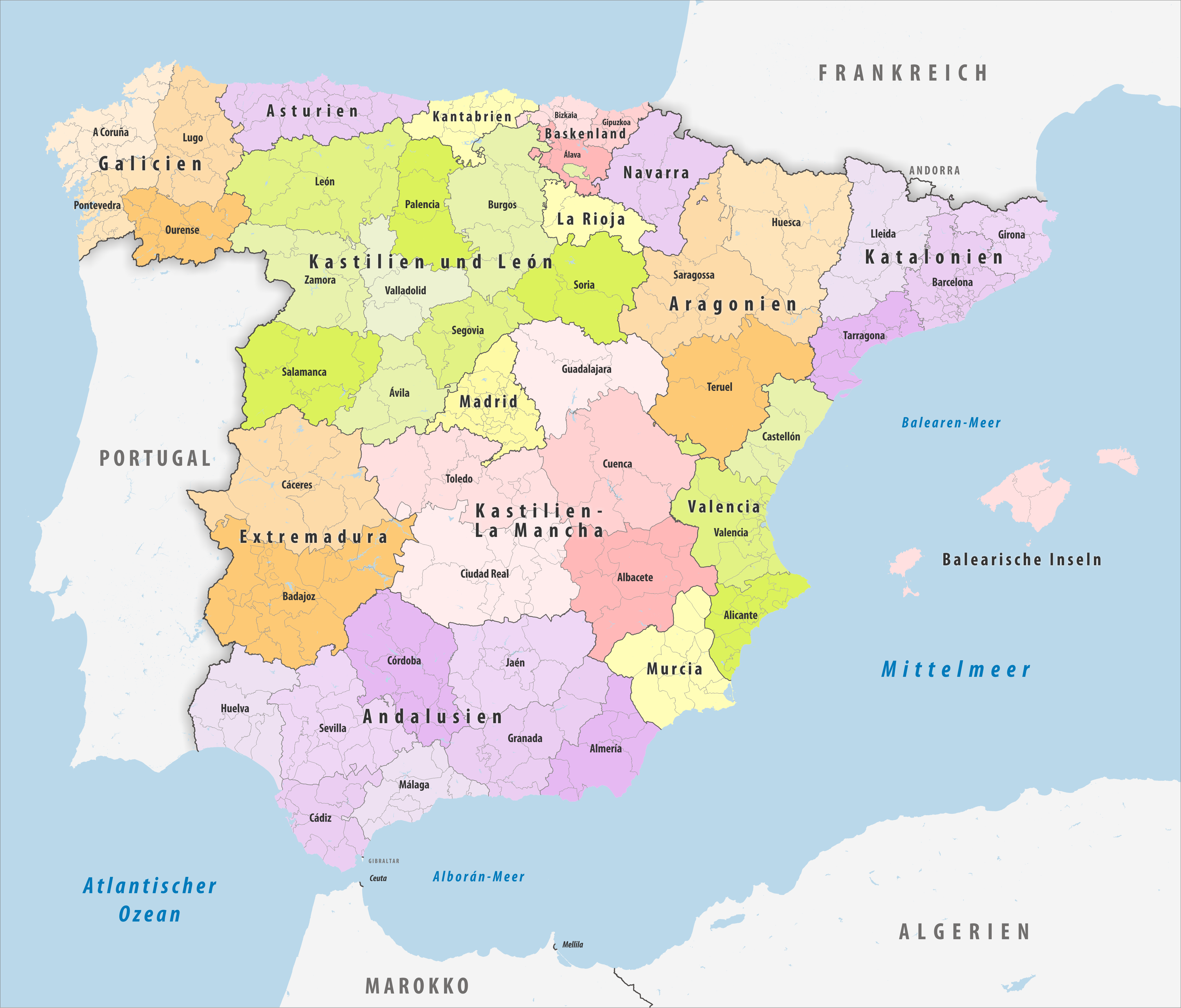
Gerichtsbezirke in Spanien

Dieser Artikel ist eine Auflistung aller Gerichtsbezirke in den einzelnen Regionen Spaniens.
Die autonomen Städte Ceuta und Melilla besitzen keine Gerichtsbezirke.
| Autonome Gemeinschaft | Provinz/Insel          | Anzahl Comarcas | Detail Link                                                    |
| --------------------- | ---------------------- | --------------- | -------------------------------------------------------------- |
| Andalusien            | Almería                | 08              | Liste der Gerichtsbezirke in Andalusien                        |
| Andalusien            | Cádiz                  | 14              | Liste der Gerichtsbezirke in Andalusien                        |
| Andalusien            | Córdoba                | 12              | Liste der Gerichtsbezirke in Andalusien                        |
| Andalusien            | Granada                | 09              | Liste der Gerichtsbezirke in Andalusien                        |
| Andalusien            | Huelva                 | 06              | Liste der Gerichtsbezirke in Andalusien                        |
| Andalusien            | Jaén                   | 10              | Liste der Gerichtsbezirke in Andalusien                        |
| Andalusien            | Málaga                 | 11              | Liste der Gerichtsbezirke in Andalusien                        |
| Andalusien            | Sevilla                | 15              | Liste der Gerichtsbezirke in Andalusien                        |
| Aragonien             | Huesca                 | 06              | Liste der Gerichtsbezirke in Aragonien                         |
| Aragonien             | Saragossa              | 07              | Liste der Gerichtsbezirke in Aragonien                         |
| Aragonien             | Teruel                 | 03              | Liste der Gerichtsbezirke in Aragonien                         |
| Asturien              |                        | 18              | Liste der Gerichtsbezirke in Asturien                          |
| Balearische Inseln    |                        | 06              | Liste der Gerichtsbezirke auf den Balearischen Inseln          |
| Baskenland            | Álava                  | 02              | Liste der Gerichtsbezirke im Baskenland                        |
| Baskenland            | Bizkaia                | 06              | Liste der Gerichtsbezirke im Baskenland                        |
| Baskenland            | Gipuzkoa               | 06              | Liste der Gerichtsbezirke im Baskenland                        |
| Extremadura           | Badajoz                | 14              | Liste der Gerichtsbezirke in Extremadura                       |
| Extremadura           | Cáceres                | 07              | Liste der Gerichtsbezirke in Extremadura                       |
| Galicien              | A Coruña               | 14              | Liste der Gerichtsbezirke in Galicien                          |
| Galicien              | Lugo                   | 09              | Liste der Gerichtsbezirke in Galicien                          |
| Galicien              | Ourense                | 09              | Liste der Gerichtsbezirke in Galicien                          |
| Galicien              | Pontevedra             | 13              | Liste der Gerichtsbezirke in Galicien                          |
| Kanarische Inseln     | Las Palmas             | 07              | Liste der Gerichtsbezirke auf den Kanarischen Inseln           |
| Kanarische Inseln     | Santa Cruz de Tenerife | 12              | Liste der Gerichtsbezirke auf den Kanarischen Inseln           |
| Kantabrien            |                        | 08              | Liste der Gerichtsbezirke in Kantabrien                        |
| Kastilien-La Mancha   | Albacete               | 07              | Liste der Gerichtsbezirke in Kastilien-La Mancha               |
| Kastilien-La Mancha   | Ciudad Real            | 10              | Liste der Gerichtsbezirke in Kastilien-La Mancha               |
| Kastilien-La Mancha   | Cuenca                 | 04              | Liste der Gerichtsbezirke in Kastilien-La Mancha               |
| Kastilien-La Mancha   | Guadalajara            | 03              | Liste der Gerichtsbezirke in Kastilien-La Mancha               |
| Kastilien-La Mancha   | Toledo                 | 07              | Liste der Gerichtsbezirke in Kastilien-La Mancha               |
| Kastilien und León    | Ávila                  | 04              | Liste der Gerichtsbezirke in Kastilien und León                |
| Kastilien und León    | Burgos                 | 07              | Liste der Gerichtsbezirke in Kastilien und León                |
| Kastilien und León    | León                   | 07              | Liste der Gerichtsbezirke in Kastilien und León                |
| Kastilien und León    | Palencia               | 03              | Liste der Gerichtsbezirke in Kastilien und León                |
| Kastilien und León    | Salamanca              | 05              | Liste der Gerichtsbezirke in Kastilien und León                |
| Kastilien und León    | Segovia                | 05              | Liste der Gerichtsbezirke in Kastilien und León                |
| Kastilien und León    | Soria                  | 03              | Liste der Gerichtsbezirke in Kastilien und León                |
| Kastilien und León    | Valladolid             | 03              | Liste der Gerichtsbezirke in Kastilien und León                |
| Kastilien und León    | Zamora                 | 05              | Liste der Gerichtsbezirke in Kastilien und León                |
| Katalonien            | Barcelona              | 25              | Liste der Gerichtsbezirke in Katalonien                        |
| Katalonien            | Girona                 | 09              | Liste der Gerichtsbezirke in Katalonien                        |
| Katalonien            | Lleida                 | 09              | Liste der Gerichtsbezirke in Katalonien                        |
| Katalonien            | Tarragona              | 08              | Liste der Gerichtsbezirke in Katalonien                        |
| La Rioja              |                        | 03              | Liste der Gerichtsbezirke in La Rioja                          |
| Madrid                |                        | 21              | Liste der Gerichtsbezirke in der autonomen Gemeinschaft Madrid |
| Murcia                |                        | 11              | Liste der Gerichtsbezirke in Murcia                            |
| Navarra               |                        | 05              | Liste der Gerichtsbezirke in Navarra                           |
| Valencia              | Alicante               | 13              | Liste der Gerichtsbezirke in der Valencianischen Gemeinschaft  |
| Valencia              | Castellón              | 05              | Liste der Gerichtsbezirke in der Valencianischen Gemeinschaft  |
| Valencia              | Valencia               | 18              | Liste der Gerichtsbezirke in der Valencianischen Gemeinschaft  |

- Karte mit allen verlinkten Seiten:
- OSM |
- WikiMap